# Kondenzace (chemie)
Kondenzace je obecně organická reakce, při které ze dvou výchozích organických molekul vzniká jedna větší molekula a odštěpuje se nízkomolekulární sloučenina (voda, chlorovodík nebo amoniak).
Polykondenzace je násobná kondenzace látek, jejichž produkty kondenzace jsou schopny další kondenzační reakce.
K intramolekulární kondenzaci dochází, když reagují dvě dostatečně vzdálené části jedné molekuly. Příkladem může být vznik laktamů z γ, δ a ε-aminokyselin, laktonů z γ a δ-hydroxykyselin nebo anhydridů dikarboxylových kyselin jako jsou kyselina ftalová a kyselina maleinová.

Vznik peptidové vazby kondenzací dvou aminokyselin.